# Falsche Merowinger
Falsche Merowinger sind reale oder erfundene Personen, denen zu Unrecht – irrtümlich oder absichtlich – eine Abstammung vom Königsgeschlecht der Merowinger zugeschrieben wurde. Es gibt unterschiedliche Gründe für diese Behauptungen. Zumeist ging es darum, späteren Herrscherfamilien oder einzelnen Personen eine besondere Legitimation über diese königliche Abstammung zu verschaffen.

## Blithilde
Ende des 9. Jahrhunderts wurde von Mönchen der Abtei Fontenelle, der späteren Abtei Saint-Wandrille, das Leben des heiligen Wandregisel niedergeschrieben. Dabei konstruierten sie eine Abstammung der Karolinger von den Merowingern: Sie führten eine Tochter des Frankenkönigs Chlothar I. († 561) ein, Blithilde, der sie mit Ansbert von Sachsen einen Ehemann gaben; als deren Sohn bezeichneten sie Arnold von Sachsen, der wiederum der Vater des historischen Arnulf von Metz († wohl 640), Stammvater der Arnulfinger, damit aber vor allem der Karolinger, gewesen sein soll.

## Boggis
Die Charta von Alaon nennt zwei Söhne des Frankenkönigs Charibert II. († 632), Boggis und Bertram. Boggis wird als Vater des historischen Herzogs Eudo von Aquitanien († 735), Bertram als Vater des heiligen Hubertus von Lüttich († 727) bezeichnet. Sie konstruiert somit ein Bindeglied zwischen den Merowingern und dem ersten aquitanischen Herzogshaus. Dadurch konnten bedeutende Familien des französischen Hochadels (z. B. die Gallard, Gramont, Montesquiou, La Rochefoucauld, Comminges und Lupé) eine Abstammung von den Merowingern behaupten, und auf dieser Basis als Nachkommen souveräner Könige eine Anerkennung als Princes étrangers anstreben. Der Historiker Joseph-François Rabanis wies jedoch Mitte des 19. Jahrhunderts nach, dass die Charta von Alaon eine Fälschung des 17. Jahrhunderts ist.

## Childesinde
Der Liber Historiae Francorum nennt Childesinde als Person des Epos Chilperich verstößt Audovera. Godefroid Kurth schreibt in seiner Histoire Poétique des Mérovingiens, dass die zum ersten Mal 692 niedergeschriebene Geschichte, die Mitte des 6. Jahrhunderts geschehen sein soll, jeglicher Glaubwürdigkeit entbehre.
In diesem Epos ist Childesinde die Tochter des Königs Chilperich I. von Neustrien († 584) und der Königin Audovera († 580), deren Taufe Fredegunde missbrauchte, um Audoveras Trennung von ihrem Ehemann zu erreichen. Fredegunde nutzte Audoveras Naivität aus und ließ sie selbst ihr sechstes Kind, Childesinde, bei der Taufe halten. Die Königin wusste nicht, dass sie dadurch Taufpatin ihres eigenen Kindes wurde und in den Augen der Kirche einen schweren Fehler begangen hatte: Sie konnte nun nicht mehr die Ehefrau Chilperichs sein, ohne sich dem Vorwurf des Inzestes auszusetzen. Nach seiner Rückkehr von einem Feldzug sah sich Chilperich – von Audovera in Kenntnis gesetzt – dazu gezwungen, sie zu verstoßen, um nicht selbst exkommuniziert zu werden. Audovera wurde in ein Kloster in Le Mans gebracht.

## Faramund
Der Liber Historiae Francorum aus dem frühen 8. Jahrhundert nennt einen König namens Faramund (frz. Pharamond): Er sei ein Sohn des (historischen) Marcomer und Vater Chlodios gewesen. Faramund wurde lange Zeit als erster König aus der Familie der Merowinger angesehen. Erst Ende des 19. Jahrhunderts wurde seine Existenz als mythisch erkannt. Der Autor des Liber Historiae Francorum fasst die sechs ersten Bücher des Geschichtswerks Gregors von Tours zusammen und fügt dabei Zusatzangaben hinzu, darunter die zu Faramund. Er besaß aber für den fraglichen Zeitraum keine Quelle, deren Kenntnisstand über denjenigen Gregors hinausginge. Es ist nicht anzunehmen, dass er Zugang zu korrekten genealogischen Informationen hatte, die Gregor unbekannt waren.

## Frotmund
Der Schriftsteller Laurence Gardner hat Frotmund als Vater des bereits mythischen Frankenkönigs Faramund (englisch und französisch Pharamond) eingeführt. In seinem Buch Bloodline of the Holy Grail (dt. Das Vermächtnis des Heiligen Gral) behauptet er ohne Beleg, dass Chlodwig I. ein Nachkomme Jesu von Nazareth sei. Er will den Namen Frotmund von einem Abt des Klosters Saint-Amant-de-Boixe (heute Département Charente) vom Ende des 11. Jahrhunderts haben.

## Gisela
Gisela soll die Ehefrau des Königs Childerich III. gewesen sein. Diese Aussage stammt von Johannes Aventinus (1477–1534), die er Dokumenten zur heiligen Kisyla, einer Nonne und Wohltäterin der Abtei Kochel am See im 8. Jahrhundert, entnahm. In diesen Unterlagen wird Kisyla als regina bezeichnet sowie als Angehörige der fränkischen Königsfamilie. Aventinus übersetzte regina mit Königin und sah Kisyla dadurch als Ehefrau eines Merowingers. In der Chronologie käme dafür nur Childerich III. in Frage. Tatsächlich wurden zur Zeit Kisylas weibliche Angehörige einer königlichen Familie häufig mit dem Titel regina belegt. Paul Ruf wies 1929 den Status „Königin“ zurück und bezeichnete sie als Angehörige einer bayerischen Adelsfamilie des 8. Jahrhunderts. 1931 gestand Bernhard Bischoff Kisyla königliche Abstammung zu und setzte sie mit Gisela, der Schwester Karls des Großen und von 788 bis 810 Äbtissin von Chelles, gleich. Alain Stoclet schloss 1986, dass hier zwei Frauen dieses Namens miteinander vermischt worden seien: zum einen eine Adlige, die Ende des 8. Jahrhunderts bei Gauting lebte, zum anderen eine Tochter von Ludwig II. von Italien und Äbtissin von Brescia.
1975 schlug Szabolcs de Vajay vor, die Ehefrau des Grafen Heribert von Laon als Gisela zu identifizieren, um dadurch die Häufung dieses Namens in der Familie der Karolinger zu erklären. Konsequenterweise wird dann Gisela von Laon und Gisela, die (hypothetische) Ehefrau Childerichs III., in engere Verwandtschaft gebracht, um dadurch die Abstammung der Karolinger von den Merowingern zu untermauern.

## Ottbert
Ottbert soll gemäß Jakob Mennel der Urahn der Habsburger gewesen, wie er in seiner Fürstlichen Chronik, die er 1518 an Kaiser Maximilian übergab, feststellte. Ottbert wird meist ein gleichnamiger Merowingerkönig genannt, der wohl mit Theudebert II. zu identifizieren ist. Der historische Ottbert war ca. 650 Graf im Breisgau und der Förderer des Heiligen Trudpert.

## Sigibert IV.
Sigibert IV. (676–758), genannt le Plantard, und dessen Sohn Sigibert V. waren nach Pierre Plantard der Sohn bzw. Enkel König Dagoberts II. Sie wurden im Zug des Prieuré-de-Sion-Schwindels in gefälschten Dokumenten erfunden, die den Zweck hatten, Plantard als Anwärter auf den französischen Thron erscheinen zu lassen. Erstmals wurde diese fiktive Genealogie 1967 im Buch Le Trésor maudit von Plantards Mitstreiter Gérard de Sède verbreitet, bekannt wurde sie durch das Buch Der Heilige Gral und seine Erben.
Ein Siegbert oder Sigibert als Sohn König Dagoberts II., tauchte allerdings bereits im Mittelalter im Zusammenhang mit einer Heiligenlegende auf. Dieser Legende zufolge soll der Einsiedler Arbogast von Straßburg Siegbert, der bei einem Jagdunfall gestorben war, auf Ersuchen von König Dagobert von den Toten auferweckt haben. Als Dank habe Dagobert Arbogast zum Bischof von Straßburg ernannt. Die Legende ist jedoch anachronistisch, da Arbogast lange vor der angeblichen Geburt Siegberts starb.